# Rajd Wiesbaden 1970
Rajd Wiesbaden 1970 (32. Int. AvD-Rallye Wiesbaden Deutschlandrallye) – 32 edycja rajdu samochodowego Rajd Wiesbaden rozgrywanego w RFN. Rozgrywany był od 22 do 24 maja 1970 roku. Była to szósta runda Rajdowych Mistrzostw Europy w roku 1970 oraz szósta runda Rajdowych mistrzostw Niemiec.

## Klasyfikacja rajdu
| Miejsce                      | Kierowca                     | Pilot                        | Samochód                     | Czas                         | Strata                       |                              |
| Klasyfikacja generalna i ERC | Klasyfikacja generalna i ERC | Klasyfikacja generalna i ERC | Klasyfikacja generalna i ERC | Klasyfikacja generalna i ERC | Klasyfikacja generalna i ERC | Klasyfikacja generalna i ERC |
| ---------------------------- | ---------------------------- | ---------------------------- | ---------------------------- | ---------------------------- | ---------------------------- | ---------------------------- |
| 1.                           | Achim Warmbold               | Wulf Biebinger               | Opel Kadett Rallye           | 20                           | 0.0                          |                              |
| 2.                           | Vladimír Hubáček             | Vojtěch Rieger               | Renault 8 Gordini            | 2:00                         | +1:40                        |                              |
| 3.                           | Karl Richter                 | Kurt Polland                 | BMW 2002 Ti                  | 2:20                         | +2:00                        |                              |
| 4.                           | Horst Rack                   | Helmut Köhler                | Porsche 911 S                | 3:10                         | +2:50                        |                              |
| 5.                           | Klaus Miersch                | Bubi Agethen                 | Opel Kadett Rallye           | 3:26                         | +3:06                        |                              |
| 6.                           | Herbert-Ernst Kleint         | Günther Klapproth            | Ford Capri 2300              | 3:30                         | +3:10                        |                              |
| 7.                           | Günther Schons               | Reiner Zweibäumer            | Ford Capri 2300              | 4:26                         | +4:06                        |                              |
| 8.                           | Erhard Memmel                | Gerald Rauch                 | Opel Kadett B                | 4:52                         | +4:32                        |                              |
| 9.                           | Helmut Bein                  | Hans-Christoph Mehmel        | BMW 2002 Ti                  | 6:00                         | +5:40                        |                              |
| 10.                          | Krzysztof Komornicki         | Błażej Krupa                 | Alpine-Renault A110 1300     | 6:08                         | +5:48                        |                              |